# سانتاندير دي كيليجاو
سانتاندر دي كيليتشاو (بالإسبانية: Santander de Quilichao)‏ هي قرية وبلدية ضمن إدارة كاوكا في كولومبيا. تقع في الجزء الشمالي من كاوكا، على بعد 97 كيلومتر شمال بوبايان وعلى بعد 45 كيلومتر جنوب كالي.

## أعلام
- نورما غونزاليس
- أدريان راموس
- كيفين بالانتا
- خوسيه مورينو مورا
- مارتين زاباتا